# 知識産業
知識産業（ちしきさんぎょう）と社会において存在する産業の一つ。知識産業とされているような産業というのは、知識を商品としており、これを生産、販売するということで成り立っている。知識産業というのは第一次産業、第二次産業、第三次産業のいずれにも属さず、第四次産業と呼ばれている場合がある。フリッツ・マハループは知識産業を、教育、研究開発、コミュニケーションメディア、情報機器、情報サービスの5つに分類している。